# Aufrecht geh'n
Chansons représentant l'Allemagne au Concours Eurovision de la chanson
Rücksicht
(1983) Für alle
(1985)
Aufrecht geh'n (en français, Aller tout droit) est la chanson représentant l'Allemagne au Concours Eurovision de la chanson 1984. Elle est interprétée par la chanteuse Mary Roos.

## Histoire
Au moment, la chanson passe à la 14e position. La scène est presque vide, il y avec Mary Roos cinq choristes. Pierre Cao dirige l'orchestre. La chanson obtient 34 points et la 13e place sur 19 participants.
À sa sortie, elle atteint la 56e place des ventes de singles. Roos chante aussi une version en anglais (I’ll Walk Tall) et en français (Du blues et du bleu).

## Source de la traduction
1. ↑  « Encyclopédisque - Disque : Du blues et du bleu », sur encyclopedisque.fr (consulté le 19 novembre 2021).

- (en) Cet article est partiellement ou en totalité issu de l’article de Wikipédia en anglais intitulé « Aufrecht geh’n » (voir la liste des auteurs).